# Lubentius

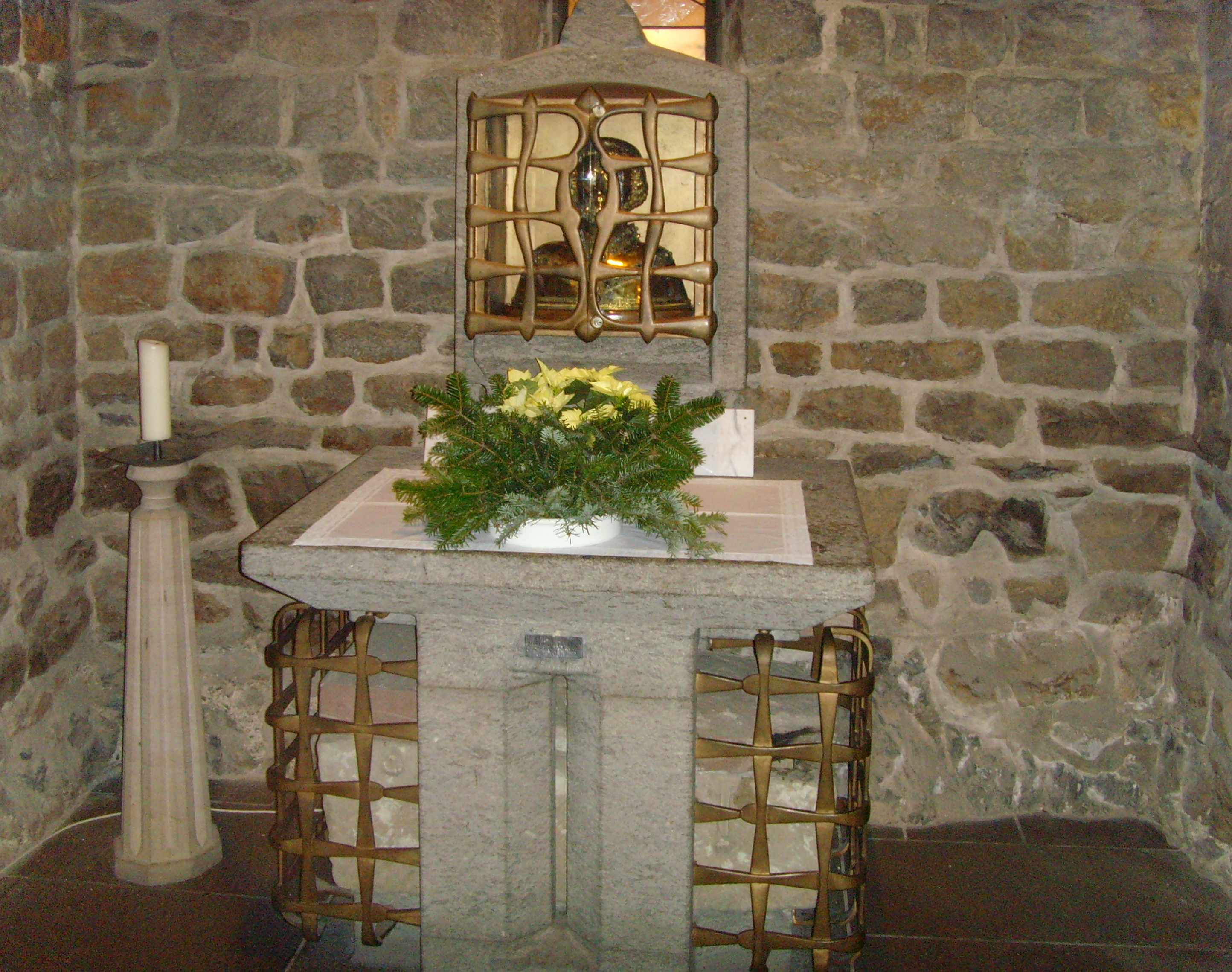
Sarkophag und Büstenreliquiar

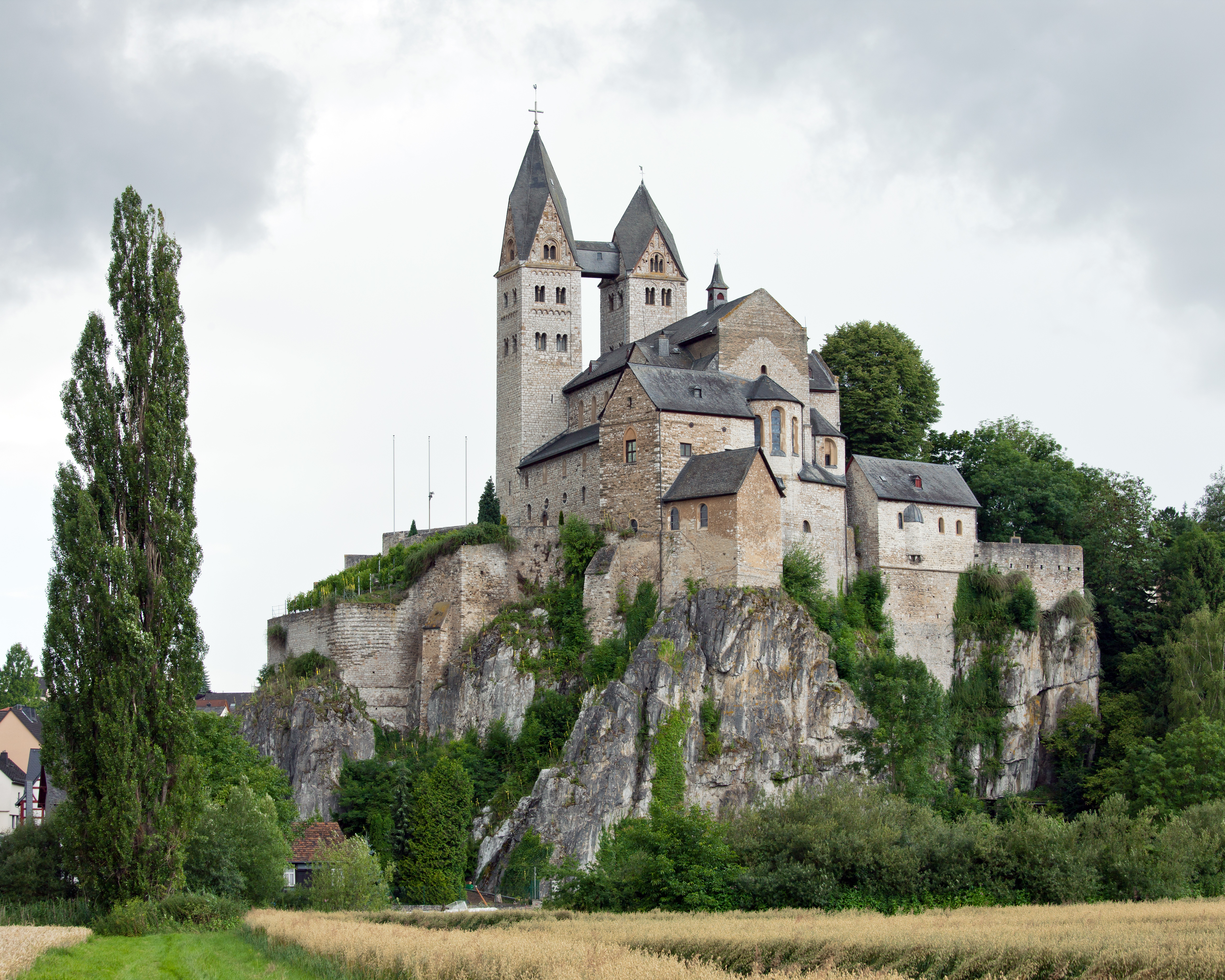
St. Lubentius von Osten, Juli 2012

Armreliquiar in der Koberner Kirche

Lubentius (* um 300; † um 370 in Kobern/Mosel) ist ein Heiliger der Römisch-katholischen Kirche, der in den Bistümern Limburg und Trier verehrt wird.
Zusätzlich zur römisch-katholischen Kirche nahm auch die orthodoxe Kirche die Verehrung des Lubentius durch Gründung einer eigenen Gemeinde im Jahre 2024 auf.

## Leben
Lubentius wurde durch den Trierer Bischof Maximin zum Priester geweiht und als Seelsorger nach Kobern an der Mosel gesandt. Er soll Schüler des Martin von Tours gewesen sein. Nach der Gesta Treverorum aus dem 12. Jahrhundert soll Lubentius im Auftrag von Bischof Maximin als Priester entlang der Lahn missioniert haben.

## Verehrung
Der Leichnam des heiligen Lubentius wird in Dietkirchen, einem Stadtteil von Limburg an der Lahn in der Stiftskirche St. Lubentius verehrt, wohin er vor 841 übertragen wurde.
Weitere Reliquien befinden sich in Kell, Kobern, Lahnstein, Limburg und Trier.
Seitens der orthodoxen Kirche wird insbesondere darauf verwiesen, dass Lubentius Zeitgenosse des Athanasius war und Athanasius sein zweites Exil in Trier verbrachte.

## Patronat
Lubentius ist Schutzpatron der Lahnschiffer.

## Gedenktag
13. Oktober (nur in den Bistümern Limburg und Trier)
Siehe auch: Liste der Seligen und Heiligen/L